# Dynastie des Théodosiens

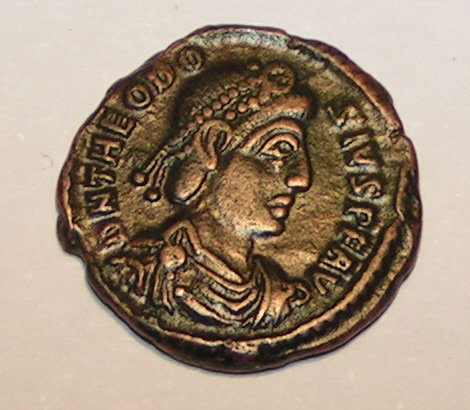
Monnaie romaine émise par Théodose Ier, fondateur de la dynastie des Théodosiens, avec son portrait.

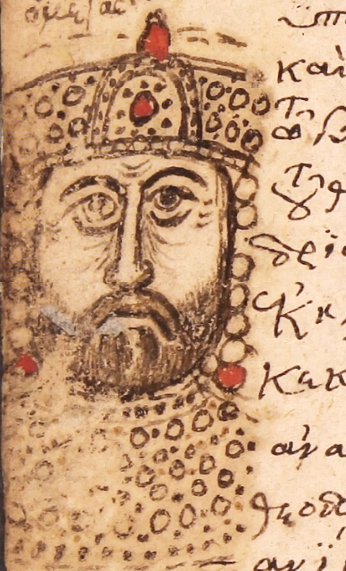
Théodose Ier
Mutinensis gr. 122

La dynastie des Théodosiens est une dynastie d'empereurs romains ayant régné sur l'Empire romain d'Occident et l'Empire romain d'Orient, de 379 à 457 en Orient et de 392 à 455 en Occident.

## Histoire de la dynastie
En 379, Théodose Ier est le dernier empereur à régner sur un Empire romain unifié. La bataille d'Andrinople où meurt son prédécesseur Valens en 378 marque l'avènement de la cavalerie, avènement militaire de l'époque médiévale. 
En 395, l'Empire romain est séparé en deux : Honorius prend la tête de l'Empire romain d'Occident tandis qu'Arcadius, prend celle de l'Empire romain d'Orient, aussi baptisé Empire byzantin.
En 457, la dynastie s'éteint en la personne de Marcien, empereur romain d'Orient.

## Les empereurs de la dynastie

### En Occident
- Théodose Ier le Grand, (346-395), régna de 392 à 395 en Occident, dernier maître unique de l'Empire romain de 392 à 395 ;
- Honorius (384-423), régna de 395 à 423 ;
  - Maxime (?-411), fut usurpateur de 409 à 411 ;
  - Priscus Attale (?-?), fut usurpateur de 409 à 410 et de 414 à 415 ;
- Constance III (?-423), régna en 421 ;
  - Jean (?-425), fut usurpateur de 423 à 425 ;
- Valentinien III (419-455), régna de 425 à 455.

### En Orient
- Théodose Ier le Grand, (346-395), régna de 379 à 395 en Orient, dernier maître unique de l'Empire romain de 392 à 395 ;
- Arcadius, (377-408), régna de 395 à 408 ;
- Théodose II (401-450), régna de 408 à 450 ;
- Marcien (450-457), régna de 450 à 457.

## Généalogie
- Théodose l'Ancien (?-376)
  - Théodose Ier (347-395)
    - Arcadius (v.377-408)
      - Théodose II (401-450)

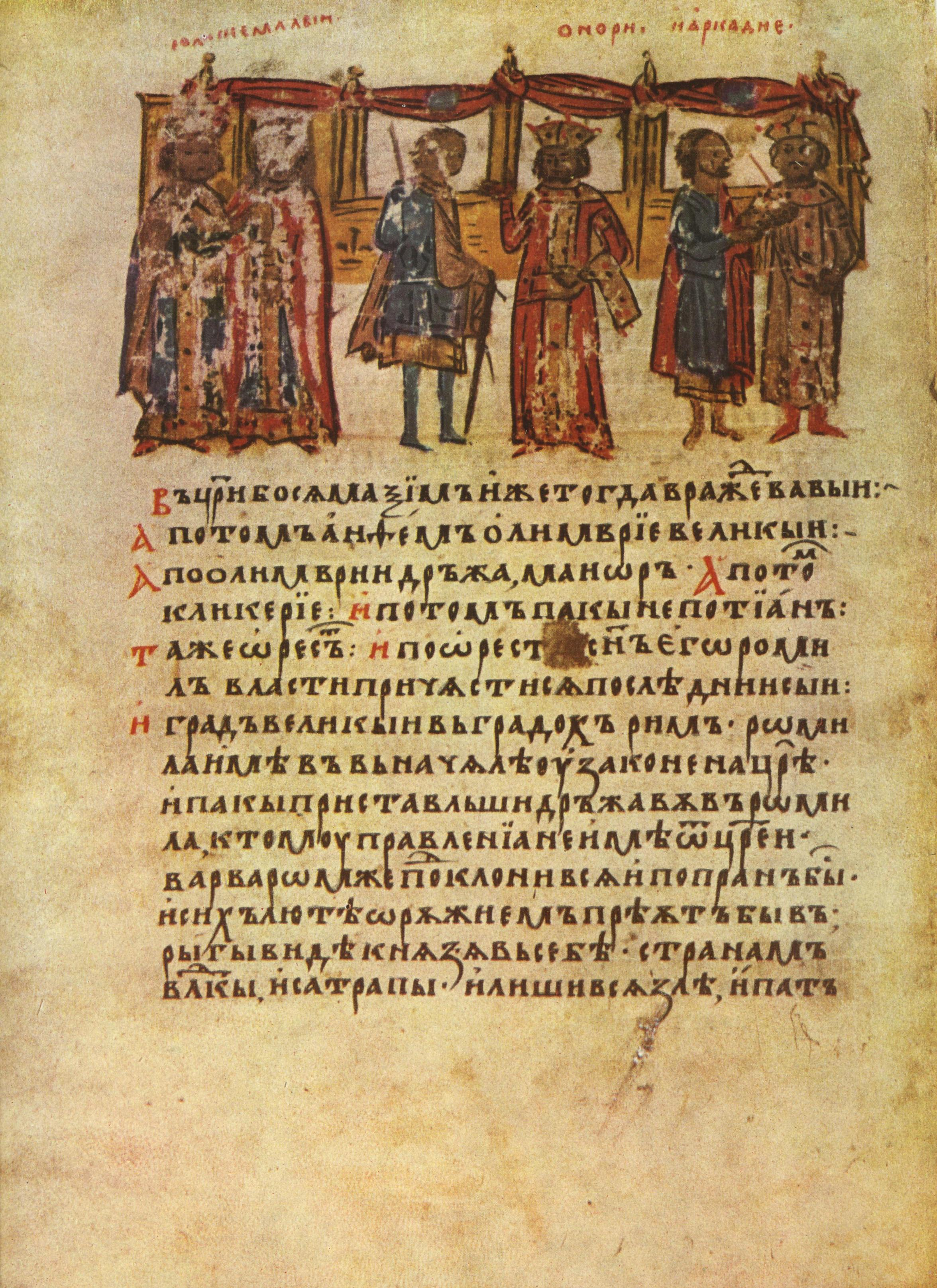
Arcadius, HJonorius, Théodosius I
Chronique universelle, de Constantin Manassès

        - Licinia Eudoxia (422-v.493) x Pétrone Maxime (v.397-455)

      - Pulchérie (398/9-453) x Marcien (v.392-457)

    - Honorius (384-423)
    - Galla Placidia (392/3-450) x Constance III (?-421)
      - Valentinien III (419-455)
        - Eudocia (439-?) x Hunéric (?-484)
          - Hildéric (?-533)

        - Galla Placidia la Jeune (?-v.484) x Olybrius (?-472)
          - Anicia Juliana (462-527/8) x Flavius Areobindus Dagalaiphus
            - Anicius Olybrius